# Nodbach
Der Nodbach ist ein rund 18 km langer, rechtsseitiger Zubringer zur Wulka im nördlichen Burgenland.
Der Bach entspringt nahe dem sogenannten Öden Kloster von Baumgarten (Pajngrt) und fließt danach weiter über Draßburg (Rasporak) und Zagersdorf (Cogrštof) nach Siegendorf (Cindrof), wo er das Gebiet der ehemaligen Zuckerfabrik durchfließt und die Ödenburger Bundesstraße (B16) unterquert. Direkt nach dem Fabriksgelände mündet der Klingenbach von rechts ein. Über Sankt Margarethen fließt der Nodbach dann bis ins Ortsgebiet von Oslip (Uzlop), wo er rechts in die Wulka mündet. Abschnittsweise, vor allem in Draßburg, trägt er auch die Bezeichnung Draßburger Bach.
Obwohl der Nodbach durch eine noch relativ kompakte Sprachinsel der Burgenlandkroaten fließt, gibt es keine eigene kroatische Bezeichnung (Nodbach potok). Die deutsche Bezeichnung dürfte sich vom ungarischen Wort „nád“ für „Schilf“ ableiten.